# Нилова, Аграфена Васильевна
Аграфена Васильевна Нилова (13 апреля 1913 года, дер. Жирятино — 24 января 1958 года, пос. Караваево) — новатор совхозного производства, доярка совхоза «Караваево» Костромского района Костромской области.
Дважды Герой Социалистического Труда (1948, 1951).

## Биография
Родилась 13 апреля 1913 года в деревне Жирятино ныне Судиславского района Костромской области.
С 1931 года — доярка совхоза «Караваево» (ордена Ленина и Трудового Красного Знамени) Костромского района Костромской области.
Член КПСС с 1940 года.
Умерла 24 января 1958 года в посёлке Караваево Костромского района Костромской области.

## Награды
- Дважды Герой Социалистического Труда:
  - 25.08.1948 и 03.12.1951 — за высокие показатели в животноводстве.
- Награждена 4 орденами Ленина и медалями.

## Память
В 1963 году на площади центральной усадьбы совхоза был установлен её бронзовый бюст.